# Haânkhef
Haânkhef est le père des rois égyptiens Khâsekhemrê Neferhotep Ier, Sahathor et Khâneferrê Sobekhotep IV, qui ont successivement régné sur l'Égypte pendant la seconde moitié du XVIIIe siècle avant notre ère en tant que rois de la XIIIe dynastie.

## Attestations
Haânkhef est connu par un certain nombre de monuments qui sont tous liés à ses fils royaux. Sur ses monuments, Haânkhef porte les titres de « scelleur royal » et de « père de Dieu ». Ces deux titres lui ont été donnés après que ses fils soient devenus rois et on ne sait donc pas quelle position il occupait avant ces événements. « Père de Dieu » est un titre souvent donné aux parents non royaux d'un roi, et le père d'Haânkhef, Nehy, est en effet connu pour avoir été un simple « officier du régiment de la ville » à Thèbes. De même, la mère d'Haânkhef, Senebtysy, ne portait que le titre commun de « Dame de la Maison ». Cela indique que Haânkhef appartenait à une famille d'officiers militaires de niveau plutôt moyen. On ignore quel rôle cette origine a joué dans l'accession au trône de Khâsekhemrê Neferhotep Ier. Haânkhef est l'un des deux seuls pères d'un pharaon à être mentionné sur le canon de Turin, une liste de rois rédigée au début de l'ère ramesside. La raison de ce rare privilège est incertaine, elle pourrait être liée à ses deux fils royaux qui ont été plus tard considérés comme les plus grands rois de la XIIIe dynastie dans une période autrement chancelante pour l'Égypte.

## Famille
L'épouse de Haânkhef est connue pour avoir été nommée Kemi grâce à plusieurs sources, notamment les inscriptions rupestres réalisées par Khâsekhemrê Neferhotep Ier sur l'île de Sehel et à Philæ. Dans ces inscriptions, Kemi est souvent nommée en même temps que Haânkhef, bien qu'il existe également un certain nombre de sceaux scarabées qui la nomment, elle et son fils, sans aucune mention de Haânkhef. Une stèle de Khâsekhemrê Neferhotep Ier à Abydos indique qu'elle était déjà morte à la deuxième année de règne de son fils aîné. Le petit-fils de Khâsekhemrê Neferhotep Ier était également nommé Haânkhef, peut-être en son honneur.

### Arbre généalogique
|  |  |  |  |  |  |  |  |  |  | Nehy                       | Nehy                       | Nehy                       | Nehy                       | Nehy                       | Nehy                       |          |          | Senebtisi | Senebtisi | Senebtisi | Senebtisi | Senebtisi | Senebtisi |      |      |                          |                          |                          |                          |                          |                          |  |  |  |  |  |  |  |  |  |  |  |  |  |  |  |  |  |  |  |  |
|  |  |  |  |  |  |  |  |  |  | Nehy                       | Nehy                       | Nehy                       | Nehy                       | Nehy                       | Nehy                       |          |          | Senebtisi | Senebtisi | Senebtisi | Senebtisi | Senebtisi | Senebtisi |      |      |                          |                          |                          |                          |                          |                          |  |  |  |  |  |  |  |  |  |  |  |  |  |  |  |  |  |  |  |  |
|  |  |  |  |  |  |  |  |  |  |                            |                            |                            |                            |                            |                            |          |          |           |           |           |           |           |           |      |      |                          |                          |                          |                          |                          |                          |  |  |  |  |  |  |  |  |  |  |  |  |  |  |  |  |  |  |  |  |
|  |  |  |  |  |  |  |  |  |  |                            |                            |                            |                            | Haânkhef                   | Haânkhef                   | Haânkhef | Haânkhef | Haânkhef  | Haânkhef  |           |           | Kemi      | Kemi      | Kemi | Kemi | Kemi                     | Kemi                     |                          |                          |                          |                          |  |  |  |  |  |  |  |  |  |  |  |  |  |  |  |  |  |  |  |  |
|  |  |  |  |  |  |  |  |  |  |                            |                            |                            |                            | Haânkhef                   | Haânkhef                   | Haânkhef | Haânkhef | Haânkhef  | Haânkhef  |           |           | Kemi      | Kemi      | Kemi | Kemi | Kemi                     | Kemi                     |                          |                          |                          |                          |  |  |  |  |  |  |  |  |  |  |  |  |  |  |  |  |  |  |  |  |
|  |  |  |  |  |  |  |  |  |  |                            |                            |                            |                            |                            |                            |          |          |           |           |           |           |           |           |      |      |                          |                          |                          |                          |                          |                          |  |  |  |  |  |  |  |  |  |  |  |  |  |  |  |  |  |  |  |  |
|  |  |  |  |  |  |  |  |  |  |                            |                            |                            |                            |                            |                            |          |          |           |           |           |           |           |           |      |      |                          |                          |                          |                          |                          |                          |  |  |  |  |  |  |  |  |  |  |  |  |  |  |  |  |  |  |  |  |
|  |  |  |  |  |  |  |  |  |  | Khâsekhemrê Neferhotep Ier | Khâsekhemrê Neferhotep Ier | Khâsekhemrê Neferhotep Ier | Khâsekhemrê Neferhotep Ier | Khâsekhemrê Neferhotep Ier | Khâsekhemrê Neferhotep Ier |          |          | Sahathor  | Sahathor  | Sahathor  | Sahathor  | Sahathor  | Sahathor  |      |      | Khâneferrê Sobekhotep IV | Khâneferrê Sobekhotep IV | Khâneferrê Sobekhotep IV | Khâneferrê Sobekhotep IV | Khâneferrê Sobekhotep IV | Khâneferrê Sobekhotep IV |  |  |  |  |  |  |  |  |  |  |  |  |  |  |  |  |  |  |  |  |